# Ichthyodes rosselli
Ichthyodes rosselli là một loài bọ cánh cứng trong họ Cerambycidae.